# Ilha de São Gabriel

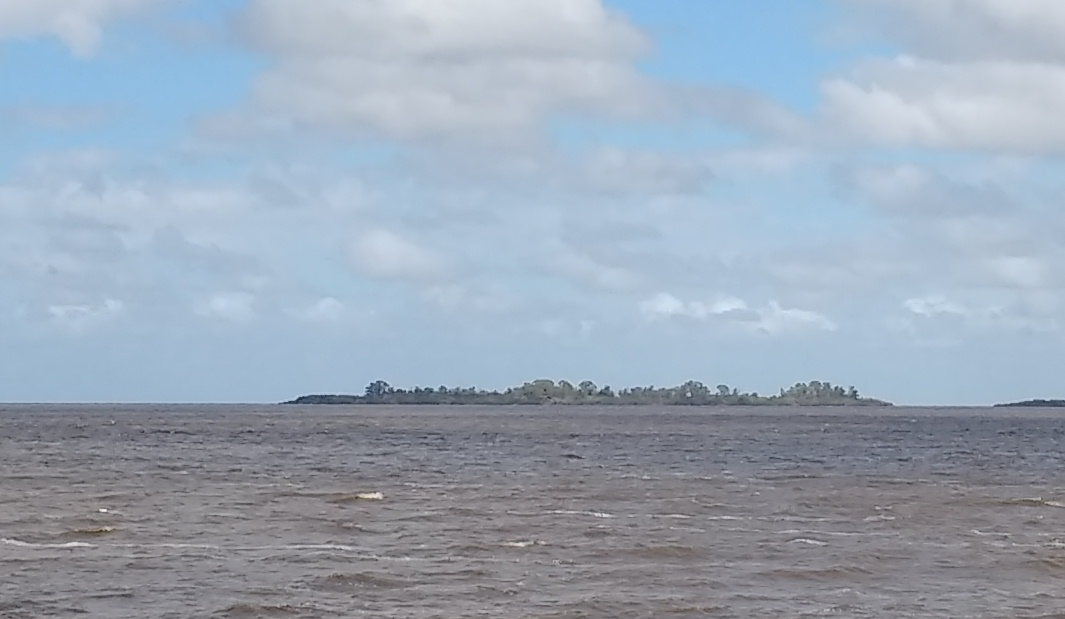
Ilha de São Gabriel

A Ilha de São Gabriel (em espanhol: isla San Gabriel) é uma pequena ilha no Rio da Prata, pertencente ao Uruguai. Está situada a cerca de 3 quilómetros a oeste de Colónia do Sacramento. Tem uma área de 24 hectares. É uma ilha baixa coberta de árvores. No lado norte tem um pequeno molhe para barcos até 1,5 m de calado.
Em 1995, a ilha foi declarada Parque Nacional e, em 2006, Monumento Histórico, juntamente com a vizinha ilha de Faralhão.

## História
Seu nome teve origem no século XVI, quando expedição para o Río da Plata de Sebastián Gaboto, avistou-o em 18 de Março de 1527, batizando-a com este nome porque era o dia do santo. Continuando seu curso até as vizinhanças do atual Carmelo, encontrou um grumete ou aprendiz de marinheiro que sobreviveu à expedição de Juan Díaz de Solís de 1516, chamado Francisco del Puerto e que vivia com indígenas.
Pelo ocorrido, fundou o forte de San Lázaro em 7 de abril, sendo o primeiro assentamento europeu na bacia do Prata, deixando dois navios e 12 homens no comando, para seguir viagem até o rio Uruguai. Em outubro de 1530, eles decidiram deixar a região do Río da Plata e ir para a Espanha.
Em novembro de 1573 o exército de Juan Ortiz de Zárate (conquistador espanhol e colonizador que substituiu o governador Francisco Ortiz de Vergara), chegou à Ilha de São Gabriel onde construíram um forte, depois foi para o continente por necessidade de provisões e embora as relações com os Charruas fossem inicialmente cordiais, a proteção de um desertor espanhol pelo cacique Zapicán fez com que Zárate capturasse o cacique Abayubá, o sobrinho querido de Zapicán, para trocá-lo.
Isso desencadeou a ira dos Charruas, que buscaram o apoio do cacique do rio Yamandú para que ele obstruísse as comunicações dos colonos com a cidade de Assunção e desta forma, no dia 29 de dezembro do mesmo ano, o combate ocorreu na ilha, entre Charrúa e espanhóis, em que o ex-emergiu triunfante, causando baixas a cem soldados deste último e sitiando a população de colonos refugiados na ilha de São Gabriel, tendo então que se retirar ainda mais, na ilha de Martín García, deixando apenas um guarda.
A ajuda chegou a Zárate com Ruy Díaz de Melgarejo, que foi enviado em busca de Juan de Garay, sobrinho materno de Zárate, que então se encontrava em Santa Fé (atual Argentina). Quando Garay chegou à Banda Oriental, derrotou seus principais dirigentes indígenas em maio de 1574, na batalha de San Salvador (moderno departamento de Soriano). Ortiz de Zárate voltou então ao continente, construindo a cidade de Zaratina de San Salvador nas proximidades do rio San Salvador, bem perto do porto abandonado por Sebastián Gaboto, em outubro de 1530.
Em 1576, eles abandonaram o forte da ilha devido ao assédio frequente dos aborígenes, transferindo a bateria para a recém-fundada cidade de Santa María de los Buenos Aires, projetada como a capital da Nova Andaluzia.
A ilha, localizada no atual departamento de Colônia, foi usada como ancoradouro até que Colônia do Sacramento foi fundada em 1680 pelo Mestre de campo Manuel Lobo do Reino de Portugal.
Junto com Colônia, permaneceu em mãos espanholas após sua conquista durante a segunda expedição de Cevallos a Río Grande e o Tratado de Santo Ildefonso (1777).
Em 28 de dezembro de 1995, a Ilha de São Gabriel foi declarada parque nacional, ao abrigo da Lei 15.939. Em janeiro de 2006 foi declarada Monumento Histórico, junto com a vizinha Ilha Farallón.